# Markt Indersdorf
Markt Indersdorf est une commune de Bavière (Allemagne), située dans l'arrondissement de Dachau, dans le district de Haute-Bavière.

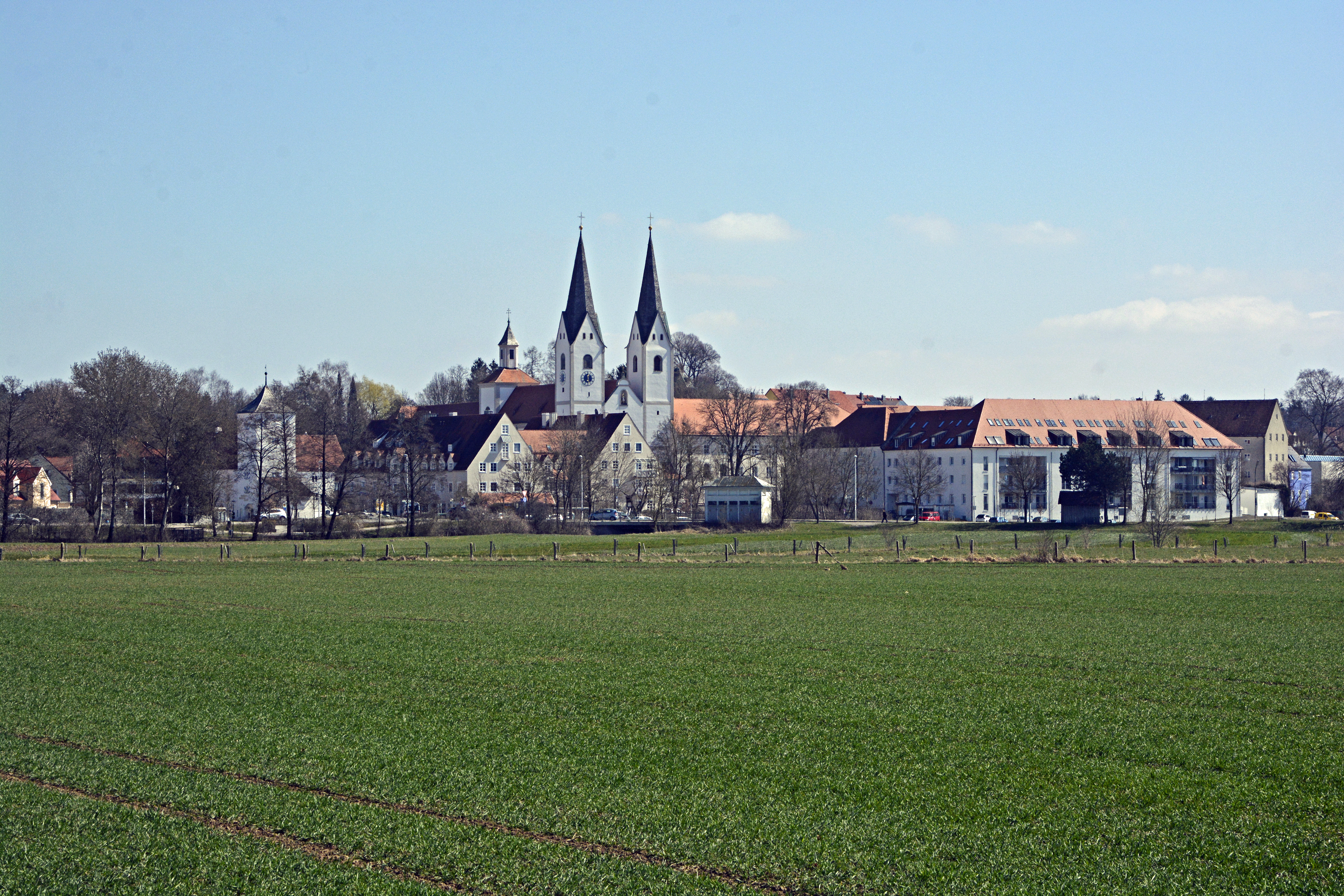
Indersdorf et cloître
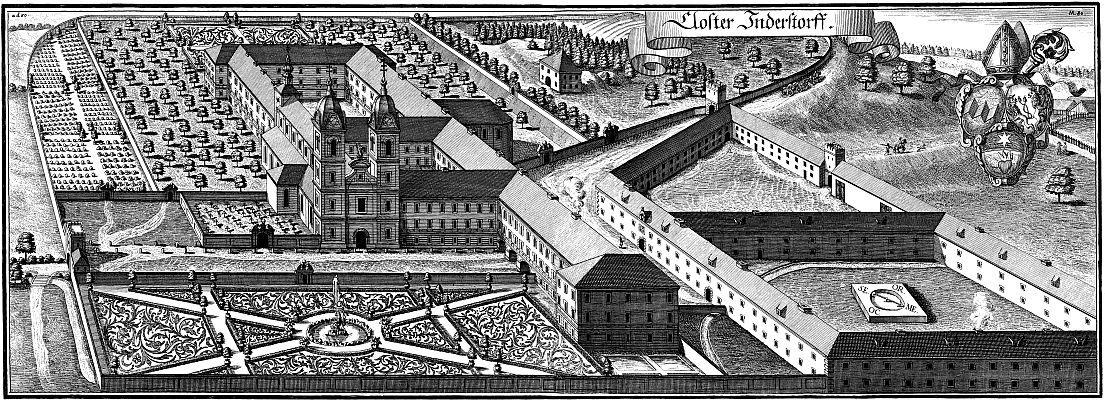
Cloître vers 1700
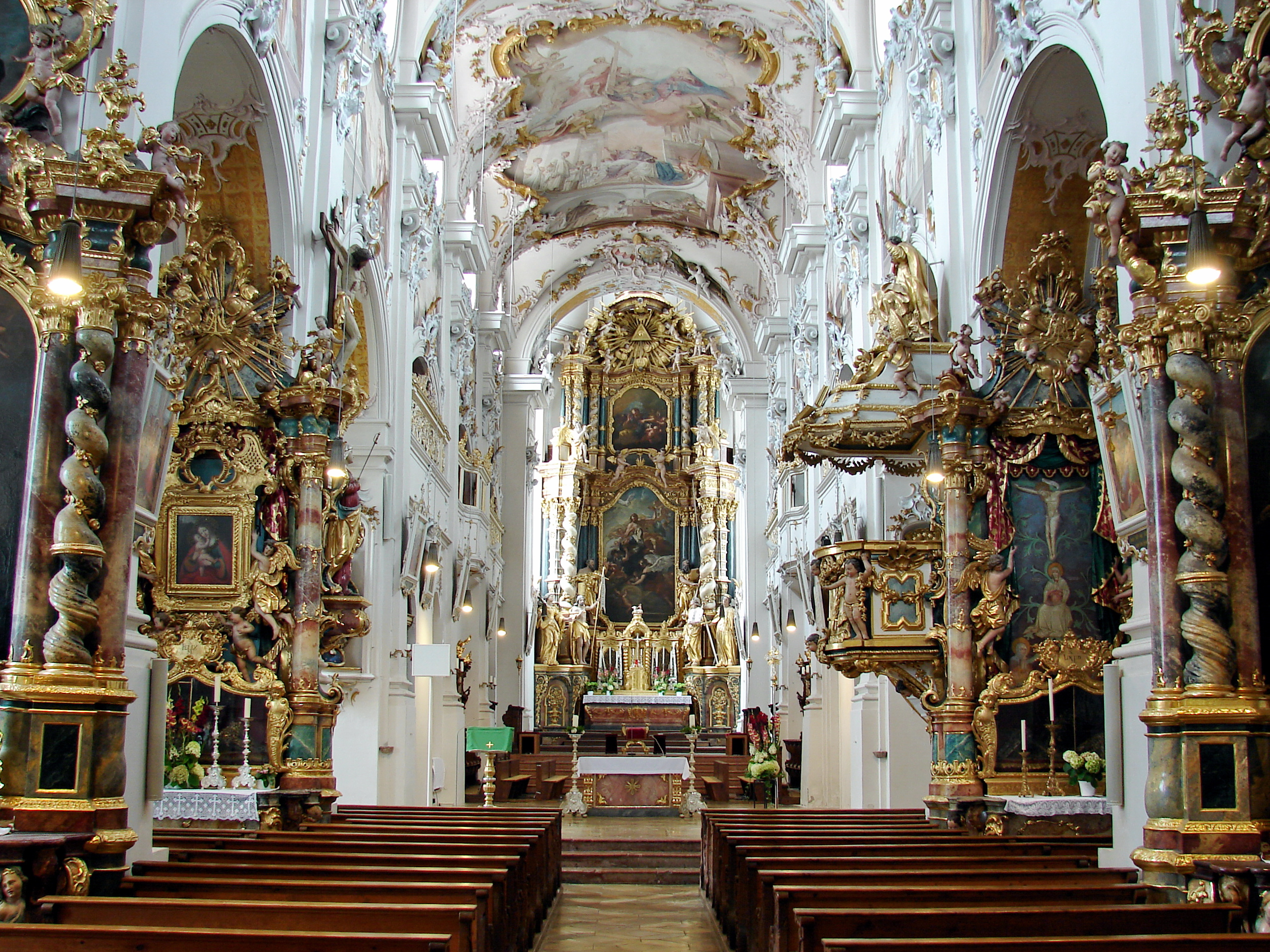
Intérieur de l'église
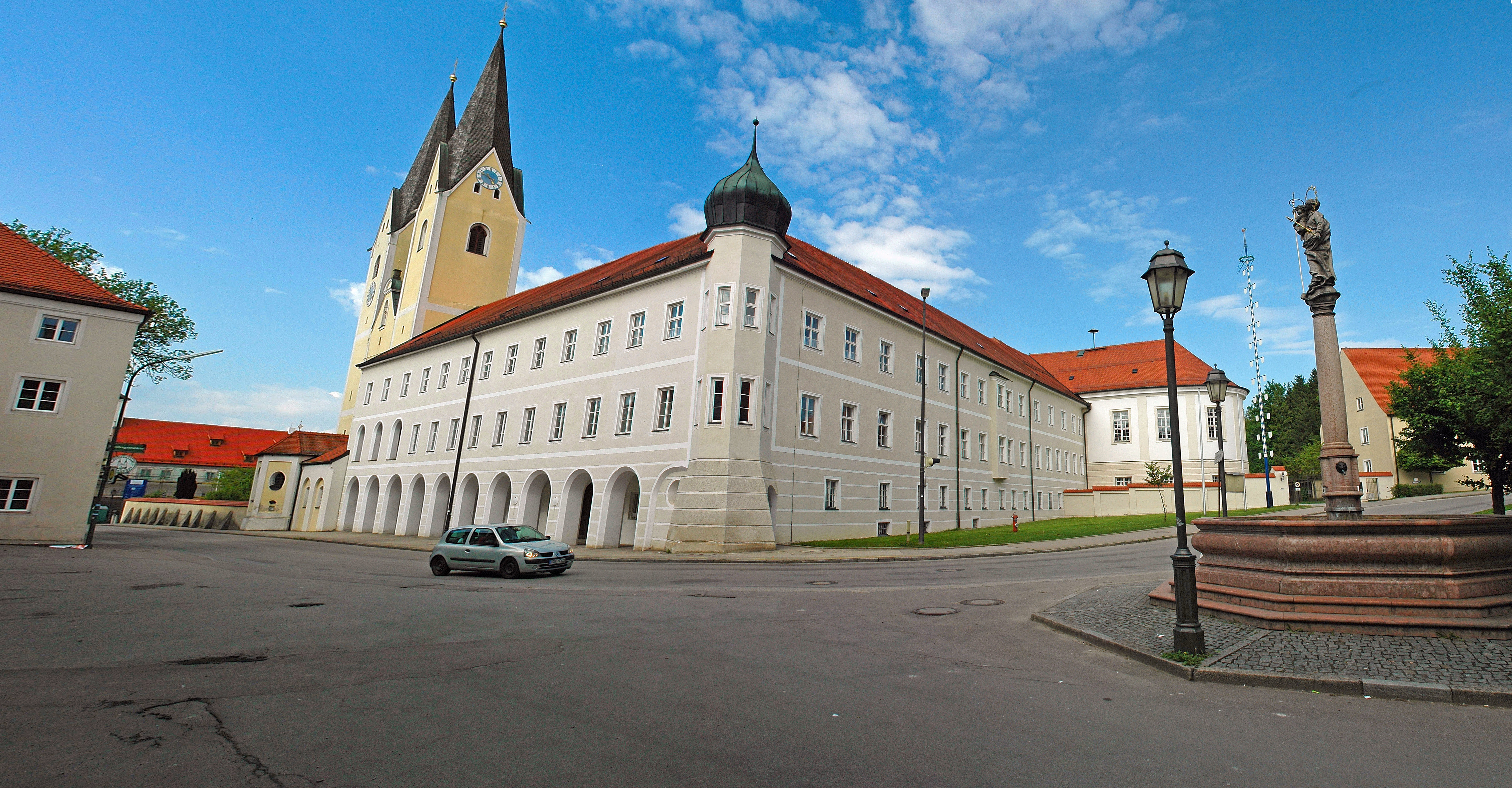
Cloître vers 2010
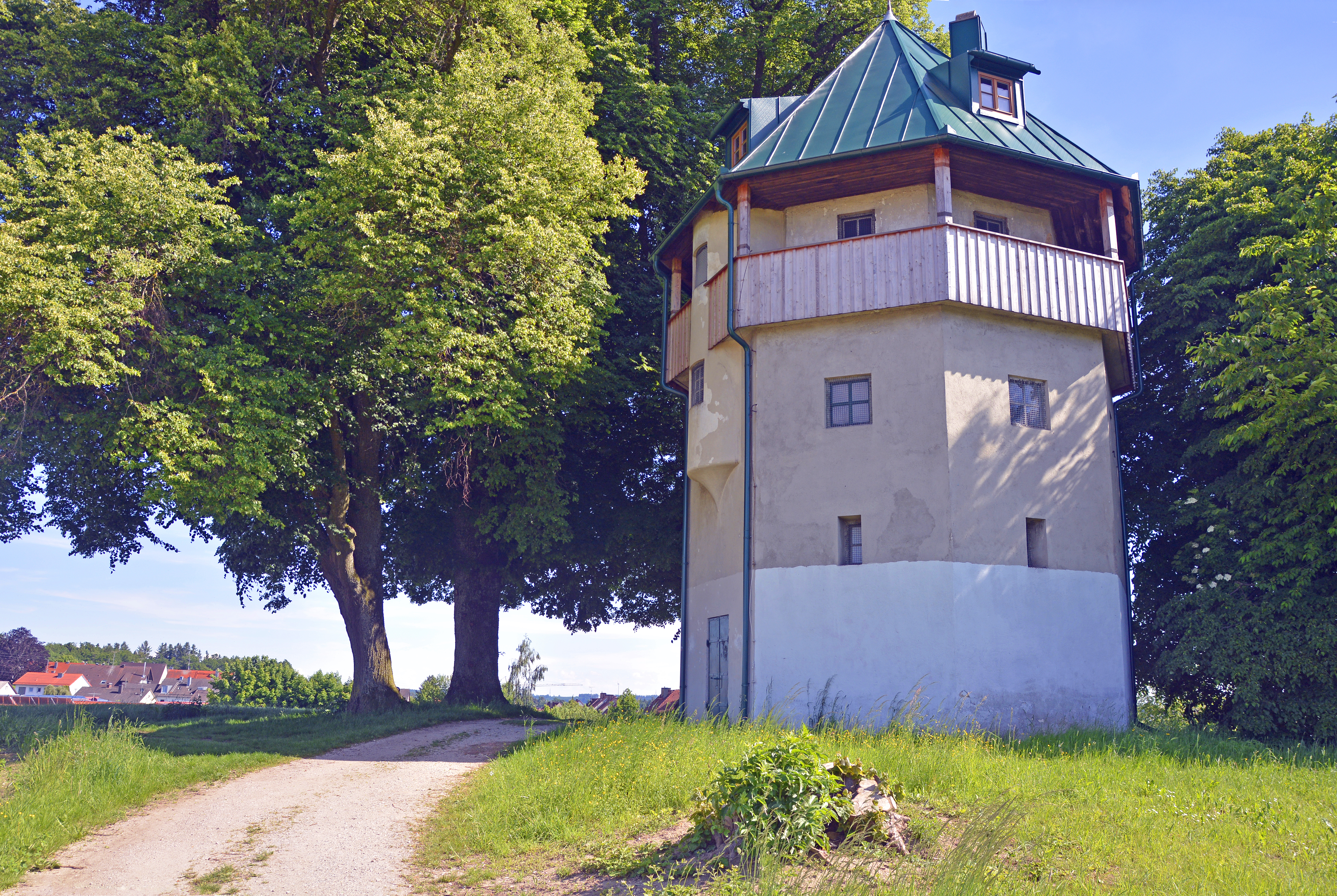
Château d'eau (1925)

## Cloître Indersdorf
Le Cloître Indersdorf (de) est fondé en 1130 (par Lothaire de Supplinbourg), en commençant par la chapelle Saint-Nicolas (1096-1120, par Henri V (empereur du Saint-Empire), en pleine Querelle des Investitures avec le pape Calixte II).Le monastère entre en activité en 1126 par des chanoines augustins du monastère de Marbach (Alsace). Le monastère est détruit par un incendie, et reconstruit sous le prévôt Ulrich (en 1264-1273).
La création du monastère augustinien de Raudnitz (de) (Bohême, 1333) est à l'origine de la Réforme augustinienne de Raudnitz, qui amène à une meilleure observance des règles de l'ordre et à la création d'école (pour les enfants, et les paroissiens adultes).
En 1630 est introduite la Confrérie du Rosaire. Le monastère est en grande partie détruit durant la Guerre de Trente Ans (1618-1648), puis reconstruit.
Un observatoire astronomique y est établi à l'époque du prévôt Gelasius Morhart (de) (1710-1771). Le monastère est dissout en 1783, et les moines dispersés. En 1784, les Salésiennes (?) de la Cathédrale Notre-Dame de Munich intègrent le monastère d'Indersdorf, qui devient une école professionnelle et un internat pour jeunes filles de l'aristocratie.
En 1856, les Sœurs de la Miséricorde (1831) s'y installent, et ouvrent sous le nom de "Marienanstalt" un centre de garde pour les enfants pauvres et orphelins.
Il est transformé en 1938 en foyer pour enfants, puis est établie vers le château d'eau une « caserne des enfants » en 1944 pour les nourrissons des travailleurs forcés étrangers de la région, principalement des enfants de travailleuses forcées soviétiques et polonaises.
L'établissement réquisitionné sert en 1945-1948 de centre pour enfants déplacés, dans le cadre de l'Administration des Nations unies pour le secours et la reconstruction (UNRRA), ancêtre de l'Organisation internationale pour les réfugiés (OIR, 1947) et du Haut Commissariat des Nations unies pour les réfugiés (UNHCR, 1950), dirigé par Greta Fischer.
Le film documentaire La Babel des enfants perdus (Théo Ivanez, 2018, 54', France), rétablit la mémoire de ce paradis provisoire pour un total d'un millier d'enfants.